# Long Sơn (eiland)
Long Sơn is een riviereiland in de Vietnamese provincie Bà Rịa-Vũng Tàu. Long Sơn ligt in de delta, waar ook onder andere de Ray in uitmondt.
Het eiland is ongeveer 92 km² groot, waarvan iets meer dan de helft bewoonbaar is. De hoofdplaats van het eiland is de xã Long Sơn. Daarnaast zijn er nog een elftal andere dorpen.
Het eiland werd tijdens de Vietnamoorlog gebruikt als oefenterrein.